# Jeff Porcaro
Jeffrey Thomas Porcaro (Hartford, Connecticut; 1 de abril de 1954-Los Ángeles, California; 5 de agosto de 1992) fue el líder y cofundador de la banda de rock Toto, y paralelamente participó en la grabación de 1060 álbumes en 21 años de carrera como baterista, percusionista y compositor.
Fue el baterista más codiciado y respetado en la industria musical entre finales de la década de los setenta, y principios de los 90, pero su prematura muerte finalizó una carrera que cada vez iba más en alza. El sitio Allmusic dice que "no es una exageración decir que el sonido pop/rock de los 80's se debe a él".
Cambió la percepción y la forma de entender al instrumento rítmico. Él decía que "para tocar batería hay que escuchar la canción antes de todo, sumergirse en ella y apartar el ego, no tocar para uno mismo ni para el productor que te contrata, sino para la música". Visión opuesta a la forma excéntrica y violenta que establecieron algunos bateristas de rock. El paradigma que creó, a la vez, lo llevó a ser consecuente y jamás tocó en directo ni grabó en estudio un solo de batería.
Se le considera el maestro del Groove  y alguna de las canciones que llevan su sello distintivo son Lowdown de Boz Scaggs, I Keep Forgettin' de Michael McDonald. y All My Love de Led Zeppelin. Su versatilidad le permitió grabar con artistas tan variados que representan diferentes estilos musicales como Luis Miguel, Rubén Blades, Pink Floyd, Steely Dan, Bruce Springsteen, Sergio Mendes, Paul McCartney, Michael Jackson, Dire Straits y Madonna, entre otros.
Su influencia junto a Toto no deja de ser considerable. Con la banda ganó seis premios grammys y establecieron el récord –hasta hoy en día– de ser el grupo que más gramófonos se ha llevado en una ceremonia. Además creó el "Rosanna Shuffle", que para algunos "es el más reconocible y esencial groove de batería que existe".
El músico fue fiel a sus compañeros de conjunto, pese a recibir un cheque en blanco de Mark Knopfler para pertenecer a Dire Straits en su monstruosa gira de 1992 y otra millonaria oferta de Bruce Springsteen para ser parte de su banda soporte, cuando ambos artistas se encontraban en el mejor momento de sus carreras. 
Algunos músicos afirmaron que no era sólo su talento la principal razón por la que los productores o los artistas lo escogían. Michael McDonald sostuvo que "era una persona muy generosa", mientras que Springsteen lo definió como "una persona de alma".
Gracias a estos aportes el músico ha recibido algunos importantes reconocimientos. Ingresó en 1993 al Salón de la Fama del medio especializado en baterías Modern Drummer. Fue escogido en 2013 en Drum Magazine como unos de los 15 grandes "Groove Drummers Of All Time" y en el 2015 en el sitio musical Music Radar como el mejor "groove drummer".
Ha influenciado a: Josh Freese, Jim Keltner, Steve Jordan, Mike Portnoy, Gavin Harrison, Taylor Hawkins, Anika Nilles Lenny Castro, Matt Cameron, Steve Gadd, Vinnie Colaiuta, Dennis Chambers, Simon Phillips, Abe Laboriel Jr., John Robinson, Keith Carlock, Shannon Forrest y Gregg Bissonette, lo mismo ha ocurrido con músicos de Hispanoamérica como Mauricio Clavería (La Ley) y al gran músico mexicano Víctor Loyo, el baterista del cantante mexicano Luis Miguel, quien ha dicho que su influencia más grande ha sido Jeff.

## Vida personal

Jeff Porcaro en 1988

Creció en una familia en la que su padre, Joe Porcaro, ya era un reconocido músico de sesión, y sus hermanos Steve y Mike Porcaro seguirían posteriormente el mismo camino que aquel, consagrándose ambos en los teclados y en el bajo, respectivamente.
Jeff se crio en el Valle de San Fernando, Los Ángeles, y estudió en el Ulysses S. Grant High School.
El 22 de octubre de 1983 se casó con Susan Norris, una presentadora de televisión de Los Ángeles. Tuvieron tres hijos: Christopher Joseph (nacido el 3 de julio de 1984), Miles Edwin Crawford (nacido el 12 de junio de 1986- 2 de octubre de 2017 ) y Nico Hendrix (nacido el 26 de diciembre de 1991).

## Carrera musical
Porcaro comenzó a tocar a los 7 años de edad, tomando lecciones con su padre Joe y más tarde con Bob Zimmitti y Richie Lepore.
A los 17 años consiguió su primer trabajo serio como profesional, tocando en giras con Sonny and Cher. Luego de esa experiencia hizo varias grabaciones para Steely Dan, antes de formar Toto con sus amigos.
Su historia con Toto empezó en los años '70, y también formaban parte de ésta sus hermanos Steve y Mike, y sus amigos Steve Lukather, David Hungate y David Paich. Su álbum debut (Toto) incluía el sencillo Hold the line, que fue todo un éxito. Este primer trabajo de la banda alcanzó el disco de multiplatino. A lo largo de la década de los 70 editaron dos trabajos más, pero fue con Toto IV (1982), cuando alcanzaron mayor popularidad gracias a canciones como Rosanna o África. El disco le valió a la banda un Grammy al Mejor Álbum del Año.
Además de su trabajo con Toto, también realizó grabaciones y actuaciones en vivo con artistas como Bee Gees, Paul McCartney, Led Zeppelin, Willy DeVille, Donald Fagen, Luis Miguel, Michael Jackson, Madonna, Bonnie Raitt, Dire Straits, Mark Knopfler, Pink Floyd, David Gilmour, Boz Scaggs, Roger Waters, Paul Anka, Eric Clapton, Joe Walsh, Lionel Richie, Earth, Wind & Fire, Burton Cummings y Bruce Springsteen, Larry Carlton, y Van Halen entre otros.

## Muerte
Antes de salir a la venta el disco Kingdom of Desire, el 5 de agosto de 1992 falleció en el Hospital de Humana-West Hills. El músico enfermó luego de pulverizar pesticida en el patio de su casa y fue internado en el hospital. Murió esa misma noche, a la edad de 38 años.
Larry Fitzgerald dijo a la prensa que los médicos le habían informado que el músico falleció debido a una reacción alérgica. Sin embargo, después se comprobó en palabras del forense Bob Dambacher que el baterista murió debido a una enfermedad coronaria oclusiva producida por el endurecimiento de las arterias por el consumo de cocaína por mucho tiempo. En la autopsia se encontró 0,21 microgramos de la sustancia por milímetro de sangre.
En cambio, Steve Lukather presenta otra versión de los hechos y dice que:

"Él tenía un mal corazón y nadie lo sabía. Jeff siempre se quejaba de sus brazos y de sus piernas. Y él pensó que las dolencias eran musculares. Pero el nunca miró su linaje. Tuvo dos tíos que murieron de problemas cardíacos a la edad de 40 años. Fue una cuestión hereditaria...."
Steve Lukather repasando los 35 años de historia en el sitio Ultimate Classic Rock en el 2013.

## Despedida
El homenaje a Jeff Porcaro se celebró en el Universal Amphitheater de Los Ángeles el 14 de diciembre de 1992. Estuvo organizado por Toto y el reemplazante de Jeff fue Simon Phillips. Lukather recuerda que cuando pensó junto a David Paich en el baterista que podía reemplazarlo para hacer el tributo al músico, ambos se miraron y dijeron el nombre de Phillips. Luke ya lo conocía cuando se presentó en Japón junto a Santana y Jeff Beck. Mientras que Paich lo había visto tocando en The Who y ambos creyeron que era el más idóneo para ocupar el lugar de Porcaro en el tributo a su muerte.
El recital duró aproximadamente tres horas y contó con la participación de Michael McDonald, David Crosby, Eddie Van Halen, Donald Fagen, George Harrison y Boz Scaggs.
Después de que falleciera, hubo muchas palabras de amor y admiración hacia Porcaro, a través de la prensa, en el funeral y en el concierto tributo al baterista:

En 1974 nosotros decidimos hacer un jingle para la cerveza Schlitz, estábamos en Hollywood. Nuestro guitarrista, Denny Dias, había oído hablar de un baterista en la banda Sonny y Cher. Establecimos una reunión con él. En el día estipulado, un niño italiano engreído, entró y nos dijo con una voz grave e imponente para una persona de tan corta estatura: "hey chicos, vamos por el groove". La sesión resultó complicada por razones que no voy a mencionar. Pero ahí lo conocimos. Fue un grande, no sólo como músico, sino como amigo. Muchos aficionados en el mundo pensarán en él como un buen músico; los músicos que tuvieron la suerte de trabajar con él, siempre pensarán en Jeff como un "tipazo".
Donald Fagen y Walter Becker de Steely Dan leen este escrito en el funeral.

Cuando conocí a Jeff, sentí como si hubiera encontrado a mi alma gemela a 3000 millas de distancia. Tenía una tremenda belleza en su forma de tocar que iba más allá del arte y de la precisión del reino de los bendecidos. Fue con ese espíritu que él me honró y bendijo a mi música. Fue un hombre de alma.
Carta leída por Susan Norris (viuda de Jeff) escrita por Bruce Springsteen en el funeral de Porcaro.

Oh, claro, pues hay bateristas que tienen técnica porque son perfeccionistas. Pero Jeff no era esa bobada. Se trataba de la forma en que él te hacía sentirte en el interior cuando tú lo escuchabas. Fue corazón y alma.
Robin Flans, editor de la revista Modern Drummer, diciembre de 1992.

Fue uno de los mejores bateristas del mundo. Definitivamente el maestro del groove. Él fue muy heavy.
Eddie Van Halen en el concierto tributo a Jeff.

Él cambió mi vida. Era una persona muy generosa, y eso es algo que no se ve a menudo en este negocio.
Michael McDonald en una entrevista el 14 de diciembre de 1992 en Los Ángeles Daily News.

Él se ha dedicado como esposo y padre. También como un amigo que siempre apoyaba. Como profesional, él ha sido un artista consumado, inspirado e inspirador. Él estuvo en el corazón de la música, diecisiete o dieciocho años, y para algunos de nosotros, ése es nuestro corazón.
Boz Scaggs en una entrevista con Rolling Stone en 1992.

## Tributos, influencia, valoración y legado
Músicos que tocan otros instrumentos han expresado públicamente su admiración como: David Gilmour, Bruce Springsteen, Michael McDonald, Nathan East, Eddie Van Halen, Steve Lukather, Leland Sklar, Mark Knopfler, Paul Brady, Donald Fagen, Richard Marx y Walter Becker, entre otros.

## Lista de sesiones destacadas

### Steely Dan
- Pretzel Logic (1974)
- Katy Lied (1975)
- FM (No Static at All)]] (1978)
- Gaucho (1980)

### Joe Cocker
- I Can Stand a Little Rain (1974)
- Civilized Man (1984)

### Tommy Bolin
- Teaser (1975) – tracks 1, 2, 3, 5

### Seals and Crofts
- Diamond Girl (album)|Diamond Girl (1973),
- Unborn Child (1974)
- Get Closer (1976)

### Cher
- Bittersweet White Light (1974)
- Love Hurts (1991)

### Dire Straits
- On Every Street (1991)

### Jackson Browne
- The Pretender (1976)

### Robert Palmer
- Some People Can Do What They Like (1976)

### Boz Scaggs
- Silk Degrees (1976)
- Down Two Then Left (1977)
- Middle Man (1980)
- Other Roads (1988)

### Rubén Blades
- Nothing But the Truth (1988)

### Les Dudek
- Led Dudek (1976)
- Say No More (1977)
- Ghost Town Parade (1978)
- Deeper Shades of Blues (1994)

### Luis Miguel
- Busca una mujer (1988)

### Sergio Mendes
- Brasileiro (1992)

### Leo Sayer
- Endless Flight (1976)
- Leo Sayer (1978)
- World Radio (1982)
- Have You Ever Been in Love (1984)

### Olivia Newton-John
- Making a Good Thing Better (1977)

### Lee Ritenour
- Captain Fingers (1977)
- Rit, Vol. 1 (1981)
- Rit, Vol. 2 (1982)

### Hall & Oates
- Beauty on a Back Street (1977)

### Diana Ross
- Baby, It's Me (1977)
- Ross (1978)

### Stanley Clarke
- Modern Man (1978)

### The Pointer Sisters
- Energy (1978)

### Barbra Streisand
- Songbird (1978)
- Wet (1979)
- Emotion (1984)
- Till I Loved You (1988)

### Pink Floyd
- The Wall (1979) - Mother

### Etta James
- Deep in the Night (1978)

### John Mayall
- Bottom Line (1979)

### The Brothers Johnson
- Winners (1981) [Junto a David Paich y su hermano Steve componen la canción In The Way]

### Larry Carlton
- Larry Carlton (1978)
- Sleepwalk (1981)
- Friends (1981)
- Christmas at My House (1989)

### Aretha Franklin
- Aretha (1980)
- Love All the Hurt Away (1981)
- Through the Storm (1989)

### Bee Gees
- Sgt. Pepper's Lonely Hearts Club Band [Original Motion Picture Sound Track] (1978)
- Living Eyes (1981)

### Sarah Vaughan
- Songs of The Beatles (1981)

### Randy Crawford
- Raw Silk (1979)
- Secret Combination (1981)
- Windsong (1982)
- Nightline (1983)

### Eric Clapton
- Behind The sun (1985)

### David Gilmour
- About Face (1984)

### Roger Waters
- Amused to Death (1992)

### Paul McCartney
- Give My Regards to Broad Street (1984)

### Bruce Springsteen
- Human Touch (1992)

### Michael Jackson
- Thriller (1982) - Beat It, The Girl Is Mine, Human Nature, The lady in my life
- Dangerous (1991) - Heal The World

### Madonna
- Like a Prayer (1989)
- I'm Breathless (1990)

### Elton John
- The Fox (álbum de Elton John) (1981)
- Jump Up! (1982)

### Julio Iglesias
- Starry Night (1990)

### Benny Mardones
- Benny Mardones (1989)

### Lionel Richie
- Can't Slow Down (1983)

### Peter Frampton
- Breaking All the Rules (1981)

### Earth, Wind & Fire
- Touch the World (1987)

### Michael McDonald
- If That's What It Takes (1982)
- No Lookin' Back (1985)
- Take It to Heart (1990)

### Richard Marx
- Rush Street (1991)

### George Benson
- In Your Eyes (1983)

### David Benoit
- Freedom at Midnight (1987)

### Go West
- Indian Summer (1992)